# Relaciones Costa Rica-Rumanía
Las relaciones Costa Rica-Rumanía se refieren a las relaciones internacionales que existen entre Costa Rica y Rumanía.

## Historia
Las relaciones diplomáticas entre Costa Rica y Rumania se iniciaron en 1879 mediante intercambio de notas entre el Rey Carol I y el presidente Tomás Guardia Gutiérrez.

## Relaciones diplomáticas
- Rumania tiene una embajada en Ciudad de México, concurrente para Costa Rica.[2]